# Dreszcze
Dreszcze – drobnofaliste drżenie ciała (10 – 20/sek.) wywołane nieskoordynowanymi skurczami mięśni, pojawiające się zwykle podczas szybkiego wzrostu ogólnej temperatury ciała do wysokich wartości. Dreszcze występują u zwierząt stałocieplnych w tym u człowieka.
Do takiego stanu dochodzi najczęściej podczas ostrych chorób zakaźnych np. w przypadku malarii, duru plamistego lub powrotnego. Dreszcze pojawiają się także w ostrym odmiedniczkowym zapaleniu nerek czy zapaleniu płuc. Mogą również towarzyszyć uczuciu zimna.